# Road Championship 1939
Road Championship 1939 je bila druga neprvenstvena dirka za Veliko nagrado v sezoni 1939. Odvijala se je 10. aprila 1939 na angleškem dirkališču Brooklands. 

## Rezultati

### Dirka
| Poz | Dirkač           | Moštvo    | Dirkalnik     | Krogi | Čas/Odstop     |
| --- | ---------------- | --------- | ------------- | ----- | -------------- |
| 1   | Arthur Dobson    | Privatnik | ERA D         | 10    | ?              |
| 2   | Billy Cotton     | Privatnik | ERA A         | 10    | + 24,8 s       |
| 3   | Kenneth Evans    | Privatnik | Alfa Romeo P3 | 10    |                |
| 4   | Arthur Hyde      | Privatnik | Maserati      | 20    |                |
| 5   | Tony Rolt        | Privatnik | ERA B         | 20    |                |
| ?   | A. H. Beadle     | Privatnik | Alta          |       |                |
| ?   | Reg Parnell      | Privatnik | BHW           |       |                |
| Ods | Allen Pollock    | Privatnik | ERA           |       | Krmilni sistem |
| Ods | Percy Maclure    | Privatnik | Riley         |       |                |
| Ods | Mrs Jill Thomas  | Privatnik | Alfa Romeo    |       |                |
| DNA | Peter Aitken     | Privatnik | ERA           |       |                |
| DNA | Bob Ansell       | Privatnik | ERA           |       |                |
| DNA | Robin Hanson     | Privatnik | ERA           |       |                |
| DNA | Norman Wilson    | Privatnik | ERA           |       |                |
| DNA | John Wakefield   | Privatnik | ERA           |       |                |
| DNA | George Abecassis | Privatnik | Alta          |       |                |
| DNA | Nickols          | Privatnik | MG K3         |       |                |